# Fussballclub Aarau 1902
El Fussballclub Aarau 1902 és un club suís de futbol de la ciutat d'Aarau.

## Palmarès
- 3 Lliga suïssa de futbol: 1912, 1914, 1993
- 1 Copa suïssa de futbol: 1985
- 1 Copa de la Lliga suïssa de futbol: 1982
- 1 Swiss Challenge League: 2012

Fonts:

## Futbolistes destacats
- Carlos Alberto de Almeida Junior.